# Eaunes
Eaunes is een gemeente in het Franse departement Haute-Garonne (regio Occitanie). De plaats maakt deel uit van het arrondissement Muret. Eaunes telde op 1 januari 2022 6.525 inwoners.

## Geografie
De oppervlakte van Eaunes bedroeg op 1 januari 2022 14,95 vierkante kilometer; de bevolkingsdichtheid was toen 436,5 inwoners per km².

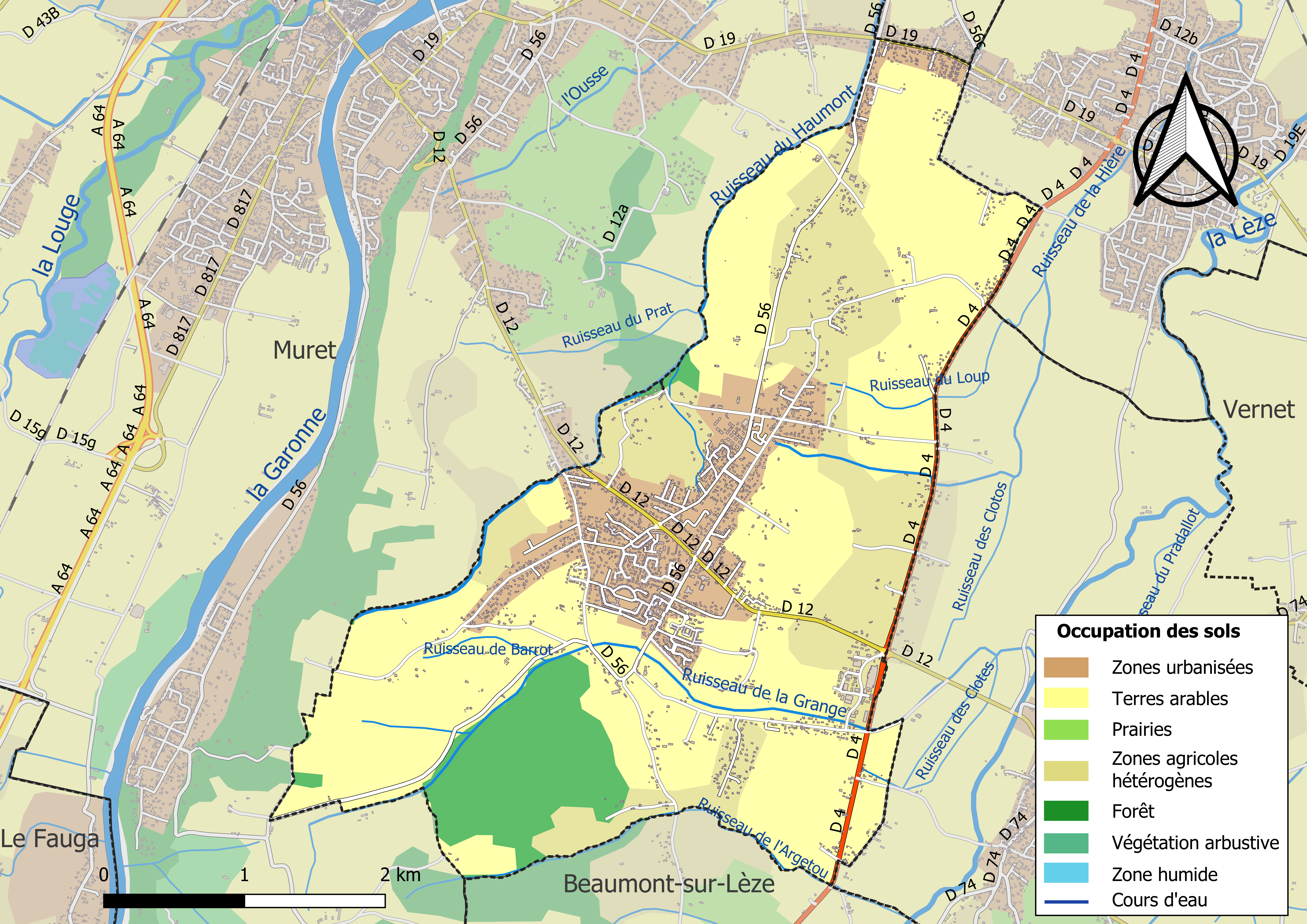
Kaart van de gemeente met belangrijkste infrastructuur, bodemgebruik en omliggende gemeenten

## Demografie
Onderstaande figuur toont het verloop van het inwonertal (bron: INSEE-tellingen).